# Kościół Narodzenia Najświętszej Maryi Panny w Karsiborze
Kościół Narodzenia Najświętszej Maryi Panny w Karsiborze – nieczynny kościół położony w północno-wschodniej części wsi Karsibór (powiat wałecki, województwo zachodniopomorskie). 12 sierpnia 1961 został wpisany do rejestru zabytków pod numerem 344 (obecnie jest to numer 757). Należy do parafii św. Wawrzyńca w Rudkach. 

## Historia

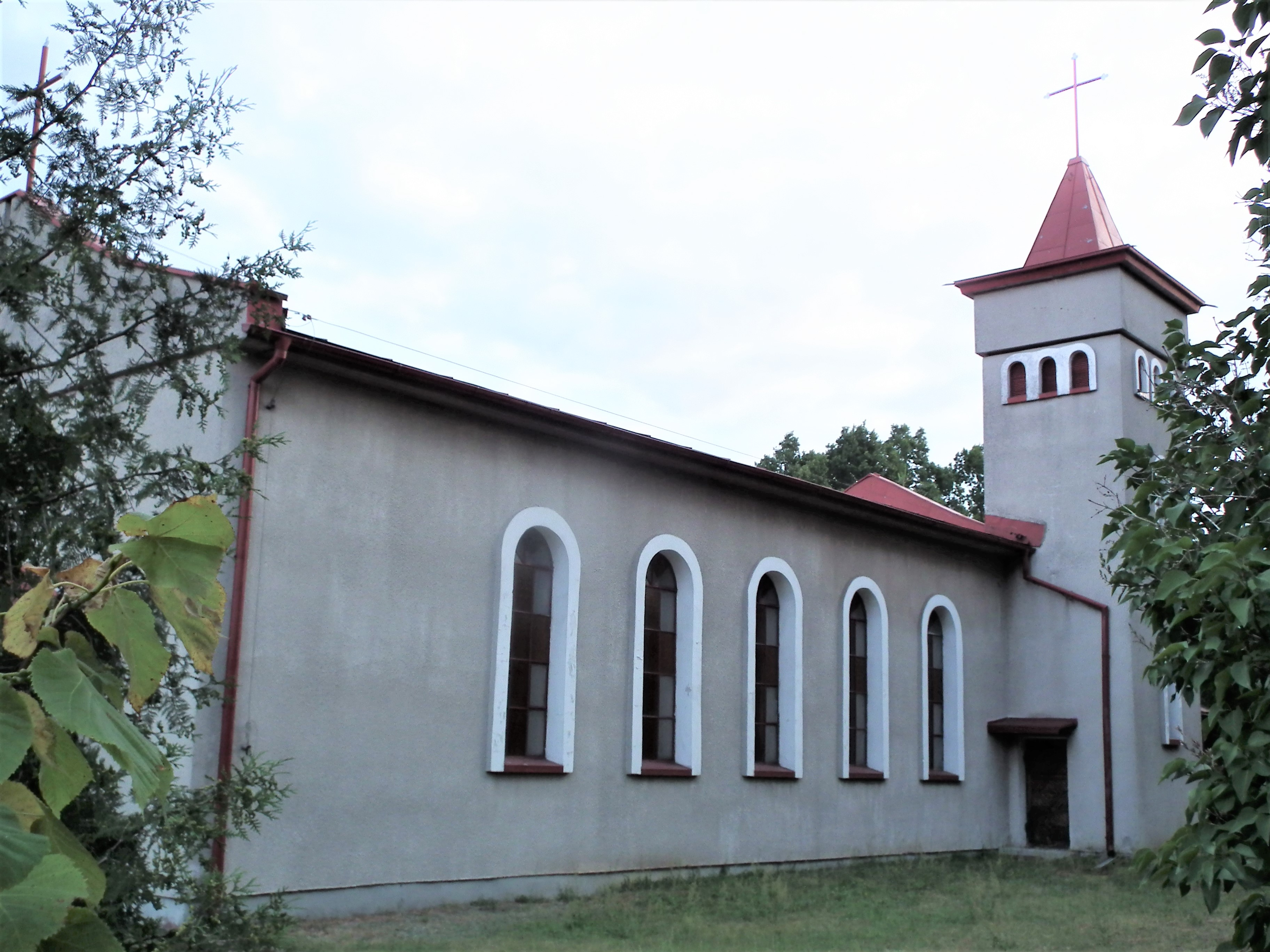
Nowy kościół z 1987

Prawdopodobnie świątynia chrześcijańska istniała we wsi (założonej przez Golców z Kłębowca) już w 1565, a w 1629 obsadzona była przez pastorów protestanckich, m.in. znanych z zapisów Daniela Batheniusa i Johanna Schefflera. W 1817 karsiborską gminę protestancką przyłączono do gminy w Golcach.  
W 1819 zbudowano nowy kościół z muru pruskiego, który istnieje do dziś. Na przełomie XIX i XX wieku wymieniono całkowicie ścianę zachodnią na ceglaną i wstawiono część nowych okien w całym budynku.  
Kościół został poświęcony 8 września 1945, a w 1946 przeniesiono do niego zabytkowy, barokowy ołtarz ze świątyni w Wielbokach. Budynek był konserwowany w 1960, a rok później wpisano go do rejestru zabytków. W 1978 dobudowano do kościoła przybudówkę, a około 1981 wyremontowano dach. 
W 1987 w pobliżu kościoła wybudowano nową świątynię murowaną i od tego czasu stary kościół popada w ruinę.

## Architektura
Salowy obiekt wzniesiono na planie prostokąta z muru pruskiego (cegła palona), na cokole z głazów narzutowych. Ściana zachodnia jest w całości wykonana z cegły, pochodzącej z przełomu XIX i XX wieku (została wówczas zupełnie wymieniona łącznie z wstawieniem nowej stolarki okiennej i drzwiowej). W trakcie tego remontu wydzielono wewnętrznymi ścianami kruchtę pod emporą organową. Od wschodu istnieje zakrystia z dachem pulpitowym, a od zachodu przybudowana jest sześciokątna wieża z iglicowym dachem, o jedną kondygnację wyższa niż korpus nawowy kryty dachem naczółkowym. Część ścian oszalowana jest deskami.